# Klostertaler
Die Klostertaler (bis 1996 Die jungen Klostertaler) waren eine österreichische Musikgruppe der volkstümlichen Musik. Am 14. August 2010 löste sich die Band auf.

## Geschichte
Der erste Auftritt der „Jungen Klostertaler“ in Deutschland fand 1976 in Salem-Mimmenhausen statt, wo sie 2010 beim 30. Schloßseefest auch ihr letztes Open Air in Deutschland gaben.
In den 1980er Jahren erschienen die ersten Tonträger der Band. 1993 nahm die Gruppe am Grand Prix der Volksmusik teil und erreichte mit An a Wunder hob i g’laubt für Österreich den 1. Platz. Das war der Durchbruch auf dem volkstümlichen Schlagermarkt. 1995 nahmen sie mit dem Titel Weihnachten im Juli zum zweiten Mal teil, schieden jedoch bereits in der Vorentscheidung aus.
1996 erfolgte die Umbenennung in „Die Klostertaler“.
Im Jahr 2001 hatte der Sänger der Gruppe Markus Wolfahrt zusammen mit Gottfried Würcher (Nockalm Quintett) und Norbert Rier (Kastelruther Spatzen) die Krone der Volksmusik erhalten. Die großen 3 der Volksmusik erhielten diese Auszeichnung für das spektakulärste Medienereignis des Jahres 2000. Die drei Musikgruppen haben inzwischen auch sieben gemeinsame Alben und drei DVDs veröffentlicht.
Am 30. August 2008 nahmen die Klostertaler mit dem Titel Heimat ist dort, wo die Berge sind erneut am Grand Prix der Volksmusik teil und belegten wiederum den 1. Platz. Sie sind damit einzige Gruppe, die dies erreicht hat.

Das Abschiedskonzert gaben die Klostertaler am 14. August 2010 bei der alljährlichen Alpenparty in der Heimat Klösterle vor über 30000 Fans.

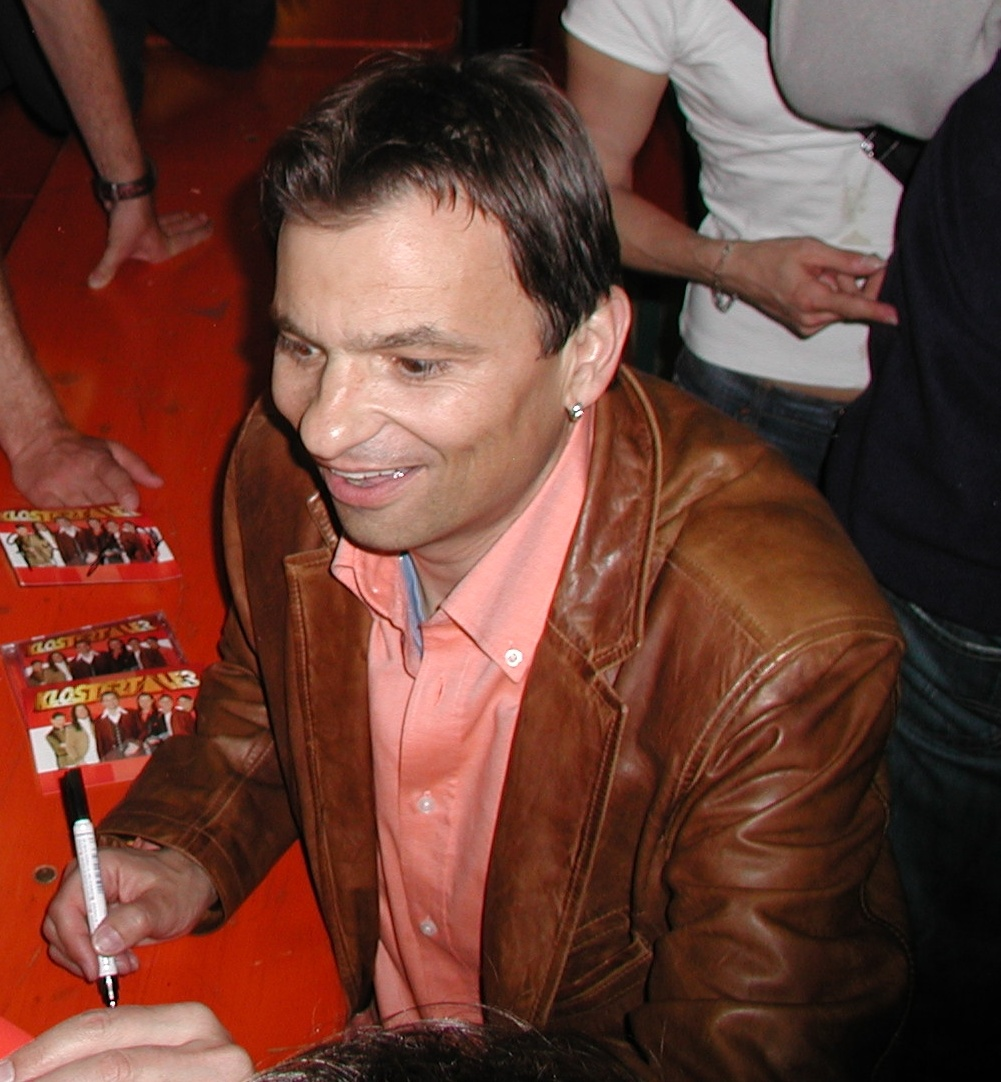
Sänger und Bandleader Markus Wolfahrt

Nach ihrer Auflösung startete Markus Wolfahrt eine Solokarriere und veröffentlichte sein erstes Album Mein Weg, wenig später folgte sein zweites Album Grenzenlose Freiheit.
Wolfgang Maier und Christian Torchiani gründeten bereits 2007 das Duo Hilander, das bereits drei Tonträger auf den Markt brachte.
Gerhard Tschann veröffentlichte nach der Auflösung unter dem Namen Geri der Ex-Klostertaler zwei von insgesamt fünf Alben. Inzwischen hat er das „Ex“ aus seinem Namen gestrichen und nennt sich jetzt „Geri der Klostertaler“.

## Preise und Ehrungen
Die Klostertaler erhielten elf Goldene Schallplatten sowie drei Platin-Schallplatten. Ferner waren sie Sieger der ARD-Hitparade Die goldene Eins und Jahressieger der ARD-Schlagerparade 1996. Im gleichen Jahr erhielten sie die Goldene Stimmgabel. Zweimal wurden sie für einen Amadeus Austrian Music Award nominiert, den sie am 16. September 2010, nach dem Ende ihrer Karriere, erhielten.

## Besetzung
Die Gruppe wurde 1976 von Markus Wolfahrt, seinem Bruder Thomas Berthold sowie Ernst Berthold, Bernhard Fritz und Hartwig Amann in Klösterle am Arlberg als „Die jungen Klostertaler“ gegründet. Wenig später ersetzte Wolfgang Maier Bernhard Fritz, Manfred Horvath Ernst Berthold und Gerhard Gabriel Hartwig Amann. Die Gruppe arbeitete zudem noch hauptberuflich in anderen Jobs. 1993 kam Uwe Altenried als sechstes Mitglied zur Gruppe, 1994 ersetzte Gerhard Tschann Manfred Horvath und 1997 Dietmar Konzett Thomas Berthold. Als siebter Mann kam Markus Fend Mitte 1997 zur Band. Ein Jahr später verließ Gerhard Gabriel die Band. Dietmar Konzett verließ 2005 kurzfristig die Gruppe und wurde durch Uwe Altenrieds Bruder André ersetzt, der jedoch nur ein Jahr blieb. Danach war wieder Dietmar Konzett als Schlagzeuger tätig. Auch Uwe Altenried, der 13 Jahre als musikalischer Leiter und kreativer Kopf fungierte, verließ die Gruppe 2006 und als Ersatz kam Christian Torchiani, welcher früher bei der Band „Heartmaster“ mitwirkte. Nach zwei Soloalben beschloss Gerhard Tschann die Band zu verlassen, um eine Solokarriere zu starten. Da auch andere Bandmitglieder sich aus der Öffentlichkeit zurückziehen wollten, wurde beschlossen, die Gruppe zwei Jahre später aufzulösen.

### Mitglieder
- Markus Wolfahrt (* 1. Oktober 1960 in Bregenz): Gesang, Trompete, Gitarre, Steirische, E-Bass, Bariton, Alphorn, Posaune, Flügelhorn, Komposition, Text
- Thomas Berthold (* 18. August 1962 in Klösterle): Gesang, Bariton, Schlagzeug, Trompete, E-Bass, Posaune
- Hartwig Amann: Gesang, Akkordeon
- Ernst Berthold: Gesang, Klarinette
- Bernhard Fritz: Gesang, Gitarre
- Wolfgang Maier (* 28. Oktober 1958 in Bludenz): Gesang, Gitarre, E-Bass, Schlagzeug
- Manfred Horvath (* 25. Mai 1961): Gesang, Klarinette, Saxofon, E-Bass, Schlagzeug
- Gerhard Gabriel (* 6. April 1959 in Nenzing[11]): Gesang, Akkordeon, Keyboard, Saxofon, Gitarre, Conférencier, Komposition, Text
- Ulli von Delft: Gastgesang
- Uwe Altenried (* 17. Oktober 1961 in Friedrichshafen): Gesang, Keyboard, Bariton, Posaune, Trompete, Steirische, E-Bass, Schlagzeug, Produzent, Arrangement, Komposition
- Gerhard "Geri" Tschann (* 22. Dezember 1959 in Nüziders[12]): Gesang, Steirische, Saxofon, Klarinette, Gitarre, E-Bass, Schlagzeug, Alphorn, Dudelsack, Keyboard, Didgeridoo, Mundharmonika, Panflöte, Komposition
- Markus "Mäx" Fend (* 18. März 1959 in Hohenems; † 27. Juli 2018): Gesang, E-Bass, Eggshaker, Tontechniker
- Dietmar "Didi" Konzett (* 3. April 1966 in Herrenberg): Gesang, Schlagzeug
- André Altenried (* 23. Februar 1964 in Wangen im Allgäu): Gesang, Schlagzeug
- Christian Torchiani (* 4. April 1962 in Feldkirch): Gesang, Keyboard, Akkordeon, Umhängekeyboard, Komposition

### Umfeld
- Kurt Keckeis (1987–1993): Produzent, Tontechniker
- Michael Berthold: Bühnentechniker, Busfahrer
- Wolfgang Teschner (1994–2010): Management
- Jutta Staudenmayer (1994–2010): Text
- Hermann Weindorf (1995–2010): Komposition, Produzent, Arrangement
- Berthold Weindorf (1995–2010): Tontechniker

## Plattenlabel
Im Jahr 1979 unterschrieben die Klostertaler ihren ersten Plattenvertrag bei der Firma Berton Records, die 1986 von Tyrolis Music übernommen wurde. 1993 startete die Zusammenarbeit von Tyrolis und Eastwest Records im Vertrieb von Warner Music. Das Management übernahm die Firma Montana. Anfang 1998 wechselte die Gruppe das Management und ging zu Panta Musik. Das neue Label hieß Koch Records und wurde 2002 von Universal Music übernommen. Von 2005 bis 2006 waren die Klostertaler bei Artist First Music im Vertrieb von Edel Records unter Vertrag. Danach wechselten sie wieder zu Koch Records, bei denen sie bis zur Auflösung weitere acht Alben veröffentlichten.
| Plattenverlag | Produzent | Management                                                                 |
| --- | --- | -------------------------------------------------------------------------- |
| - 1979–1986: Berton Records - 1986–1993: Tyrolis/Polydisc-Verlag - 1993–1998: Tyrolis/Eastwest Records - 1998–2005: Koch Records - 2005–2006: Artist First Music - 2006–2010: Koch Records | - 1979–1993: Tyrolis - 1993–1998: Tyrolis/Montana - 1998–2005: Koch Records - 2005–2006: Artist First Music - 2006–2010: Koch Records | - 1979–1993: Tyrolis - 1993–1998: Tyrolis/Montana - 1998–2010: Panta Musik |

Neben diesen Plattenfirmen wurden auch Best-of-Alben bei anderen Labels veröffentlicht:

- BMG Ariola (Sony Music)
- Convoy (Warner Music)
- Disky
- Eurotrend (MCP Records)
- Joan Music
- Laserlight Digital (Delta Music)
- Polymusica (Universal Music)
- Reader’s Digest
- Universe Import

## Diskografie
Studioalben

| Jahr | Titel                         | Höchstplatzierung, Gesamtwochen, AuszeichnungChartplatzierungen (Jahr, Titel, Platzierungen, Wochen, Auszeichnungen, Anmerkungen) | Höchstplatzierung, Gesamtwochen, AuszeichnungChartplatzierungen (Jahr, Titel, Platzierungen, Wochen, Auszeichnungen, Anmerkungen) | Höchstplatzierung, Gesamtwochen, AuszeichnungChartplatzierungen (Jahr, Titel, Platzierungen, Wochen, Auszeichnungen, Anmerkungen) | Anmerkungen             |
| Jahr | Titel                         | DE | AT | CH | Anmerkungen             |
| ---- | ----------------------------- | --- | --- | --- | ----------------------- |
| 1993 | An a Wunda hob i g’laubt      | — | AT32 (5 Wo.)AT | — | Die Jungen Klostertaler |
| 1997 | Oh la la                      | DE74 (3 Wo.)DE | AT24 (20 Wo.)AT | — |                         |
| 1998 | Bäng Boom Bäng                | DE77 (4 Wo.)DE | AT18 Gold · (16 Wo.)AT | CH23 (6 Wo.)CH |                         |
| 1999 | Alles o.k.                    | DE87 (2 Wo.)DE | AT15 Gold · (9 Wo.)AT | CH34 (4 Wo.)CH |                         |
| 2000 | Die längste Nacht der Welt    | DE89 (5 Wo.)DE | AT11 Gold · (8 Wo.)AT | CH40 (11 Wo.)CH |                         |
| 2001 | Starke Herzen                 | DE59 (4 Wo.)DE | AT11 (12 Wo.)AT | CH32 (17 Wo.)CH |                         |
| 2002 | Ab in den Urlaub              | DE33 (4 Wo.)DE | AT23 (9 Wo.)AT | — |                         |
| 2004 | Bergrausch                    | DE55 (2 Wo.)DE | AT10 (8 Wo.)AT | CH41 (6 Wo.)CH |                         |
| 2005 | Regenbogen                    | — | AT28 (5 Wo.)AT | CH63 (2 Wo.)CH |                         |
| 2006 | Mittendrin                    | DE43 (2 Wo.)DE | AT27 (3 Wo.)AT | CH60 (1 Wo.)CH |                         |
| 2007 | Rock ’n’ Roll muass sei       | DE55 (1 Wo.)DE | AT29 (4 Wo.)AT | CH31 (6 Wo.)CH |                         |
| 2008 | Himmelsstürmer                | DE36 (1 Wo.)DE | AT22 (4 Wo.)AT | CH27 (5 Wo.)CH |                         |
| 2009 | Donnerwetter                  | DE31 (2 Wo.)DE | AT22 (5 Wo.)AT | CH18 (18 Wo.)CH |                         |
| 2010 | Abschied kann ein Anfang sein | DE29 (4 Wo.)DE | AT14 (10 Wo.)AT | CH6 (19 Wo.)CH |                         |

Weitere Studioalben
- 1980: Die jungen Klostertaler[14]
- 1982: Für unsere Freunde
- 1983: Musikantengaudi
- 1985: Rund um die Welt
- 1987: Des fährt ab
- 1988: Mit Vollgas weiter
- 1989: Hey Boy
- 1989: Ja gibt’s denn sowas
- 1990: Heut ist der Teufel los
- 1991: Ja, ja, mei Trabi
- 1992: Mir san da
- 1994: Almenweiss und Edelrausch
- 1995: Die Sterne stehen gut
- 1999: Winterwunderland